# Bacchisa sumatrana
Bacchisa sumatrana là một loài bọ cánh cứng trong họ Cerambycidae.